# Jacek Męcina
Jacek Piotr Męcina (ur. 9 września 1968 w Skierniewicach) – polski prawnik i politolog, zajmujący się zagadnieniami z zakresu prawa pracy, układów zbiorowych pracy i rynku pracy, profesor nauk społecznych. W 2005 podsekretarz stanu w Ministerstwie Gospodarki i Pracy, w latach 2012–2015 sekretarz stanu w Ministerstwie Pracy i Polityki Społecznej, wykładowca na Wydziale Nauk Politycznych i Studiów Międzynarodowych Uniwersytetu Warszawskiego.

## Życiorys
Ukończył studia na Wydziale Dziennikarstwa i Nauk Politycznych Uniwersytetu Warszawskiego (1993) oraz na Wydziale Prawa i Administracji tego uniwersytetu (1996). Pracę doktorską zatytułowaną Przeciwdziałanie bezrobociu absolwentów w latach 1990–1997 na przykładzie rynku pracy woj. płockiego obronił w 1999. W 2011 na podstawie rozprawy Wpływ dialogu społecznego na kształtowanie stosunków pracy w III Rzeczypospolitej uzyskał na UW stopień doktora habilitowanego nauk humanistycznych w zakresie nauk o polityce. W 1993 podjął pracę jako pracownik naukowy Uniwersytetu Warszawskiego. W 1999 objął stanowisko adiunkta w Instytucie Polityki Społecznej tego uniwersytetu, później został profesorem uczelni w Katedrzie Ustroju Pracy i Rynku Pracy na UW. W 2021 otrzymał tytuł profesora nauk społecznych.
Był stypendystą programu TEMPUS w 1997. W latach 2001–2002 jako stypendysta Fundacji im. Alexandra von Humboldta pracował naukowo na Wolnym Uniwersytecie Berlina, gdzie prowadził badania międzynarodowe nad przemianami świata pracy i nowymi zjawiskami na rynku pracy. W latach 1997–2000 był wicedyrektorem Instytutu Pracy i Spraw Socjalnych, a w latach 2000–2004 dyrektorem Departamentu Stosunków Pracy i Dialogu Społecznego Polskiej Konfederacji Pracodawców Prywatnych Lewiatan.
W 2005 w drugim rządzie Marka Belki pełnił funkcję wiceministra gospodarki i pracy, odpowiedzialnego za problematykę prawa pracy i zbiorowych stosunków pracy, rynku pracy i dialogu społecznego. W 2006 został doradcą zarządu Polskiej Konfederacji Pracodawców Prywatnych Lewiatan, członkiem Komisji Trójstronnej ds. Społeczno-Gospodarczych, przewodniczącym zespołu Komisji Trójstronnej do spraw Prawa Pracy i Układów Zbiorowych Pracy. Został także członkiem rady programowej Konkursu „Lider Zarządzania Zasobami Ludzkimi” i dwumiesięcznika „Zarządzanie Zasobami Ludzkimi”, a także mediatorem w sporach zbiorowych.
18 kwietnia 2012 objął stanowisko sekretarza stanu w Ministerstwie Pracy i Polityki Społecznej w drugim rządzie Donalda Tuska. Został też przedstawicielem resortu w Komisji Nadzoru Finansowego. We wrześniu 2015 odszedł ze stanowiska wiceministra. W październiku tego samego roku z ramienia Konfederacji Lewiatan został członkiem nowo powstałej Rady Dialogu Społecznego.

## Publikacje
Jacek Męcina jest autorem i współautorem ponad 100 publikacji naukowych z zakresu prawa pracy, polityki rynku pracy, zbiorowych stosunków pracy oraz dialogu społecznego. Do jego wybranych publikacji należą:
- „Absolwent na rynku pracy: analiza społeczno-ekonomicznych i prawnych uwarunkowań startu zawodowego młodzieży w Polsce w latach dziewięćdziesiątych”, Wydział Dziennikarstwa i Nauk Politycznych UW, Warszawa 2000, ISBN 83-906565-4-X;
- „Dialog społeczny w Polsce a integracja z Unią Europejską”, Oficyna Wydawnicza Aspra-Jr., Warszawa 2005, ISBN 83-89964-56-2;
- „Instrumenty aktywizacji zawodowej młodzieży w nowej ustawie o promocji zatrudnienia i instytucjach rynku pracy”, Ministerstwo Gospodarki i Pracy, Warszawa 2005, ISBN 83-86539-73-9;
- „Wpływ dialogu społecznego na kształtowanie stosunków pracy”, Instytut Polityki Społecznej UW, Warszawa 2011;
- „Niewykorzystane zasoby. Nowa polityka rynku pracy”, IPS, Warszawa 2013;
- „Social Dialogue in Face of Changes on the Labour Market in Poland. From Crisis to Breakthrough”, Geneva–Budapest–Warsaw 2017;
- „Od robotyzacji i automatyzacji do sztucznej inteligencji – wpływ na gospodarkę i rynek pracy”, Wydawnictwo SCHOLAR, Warszawa 2023;
- „Indeks wiarygodności ekonomicznej Polski i krajów europejskich”, GAP, Kraków 2024.

Wkład autorski lub współautorski w pracach zbiorowych, m.in.:
- „Zatrudnienie niepracownicze z perspektywy polityki społecznej i rynku pracy”, [w:] System prawa pracy, t. 7, red. K.W. Baran, Wolters Kluwer, Warszawa 2015;
- „Młodzież na rynku pracy”; „Organy i instytucje rynku pracy”, [w:] System prawa pracy, t. 8: Prawo rynku pracy, red. M. Włodarczyk, Wolters Kluwer Polska, Warszawa 2018;
- „Polityka społeczna a dialog społeczny”; „Polski rynek pracy, zatrudnienie i bezrobocie”; „Prawo pracy a polityka społeczna” (współaut. T. Niedziński); „Świat pracy najemnej w Polsce w procesie przemian”, [w:] Polityka społeczna, red. G. Firlit-Fesnak, J. Męcina, Wydawnictwo Naukowe PWN, Warszawa 2018;
- „Zmiany instytucjonalne na rynku pracy – od modelu welfare state do workfare state a inwestycje w jakość pracy”, [w:] Świat (bez) pracy. Od fordyzmu do czwartej rewolucji przemysłowej. Monografia dedykowana Profesorowi Juliuszowi Gardawskiemu, red. J. Czarzasty, Cz. Kliszko, Oficyna Wydawnicza SGH, Warszawa 2018;
- „Polacy pracujący a kryzys fordyzmu”, praca zbiorowa, Warszawa 2009;
- „Dialog społeczny wobec kryzysu”, [w:] Polityka społeczna w kryzysie, IPS UW, Warszawa 2009;
- „Dialog społeczny na poziomie zakładu pracy. Raport z badań” (red.), MPiPS, Warszawa 2009;
- „Komentarz do ustawy z dnia 24 lipca 2015 o Radzie Dialogu Społecznego i innych instytucjach dialogu społecznego”, Rada Dialogu Społecznego, Warszawa 2018.

Jest również autorem kilkudziesięciu artykułów w czasopismach naukowych i branżowych, tj. „Polityka Społeczna”, „Rynek Pracy”, „Zarządzanie Zasobami Ludzkimi”.